# Kałamaszka

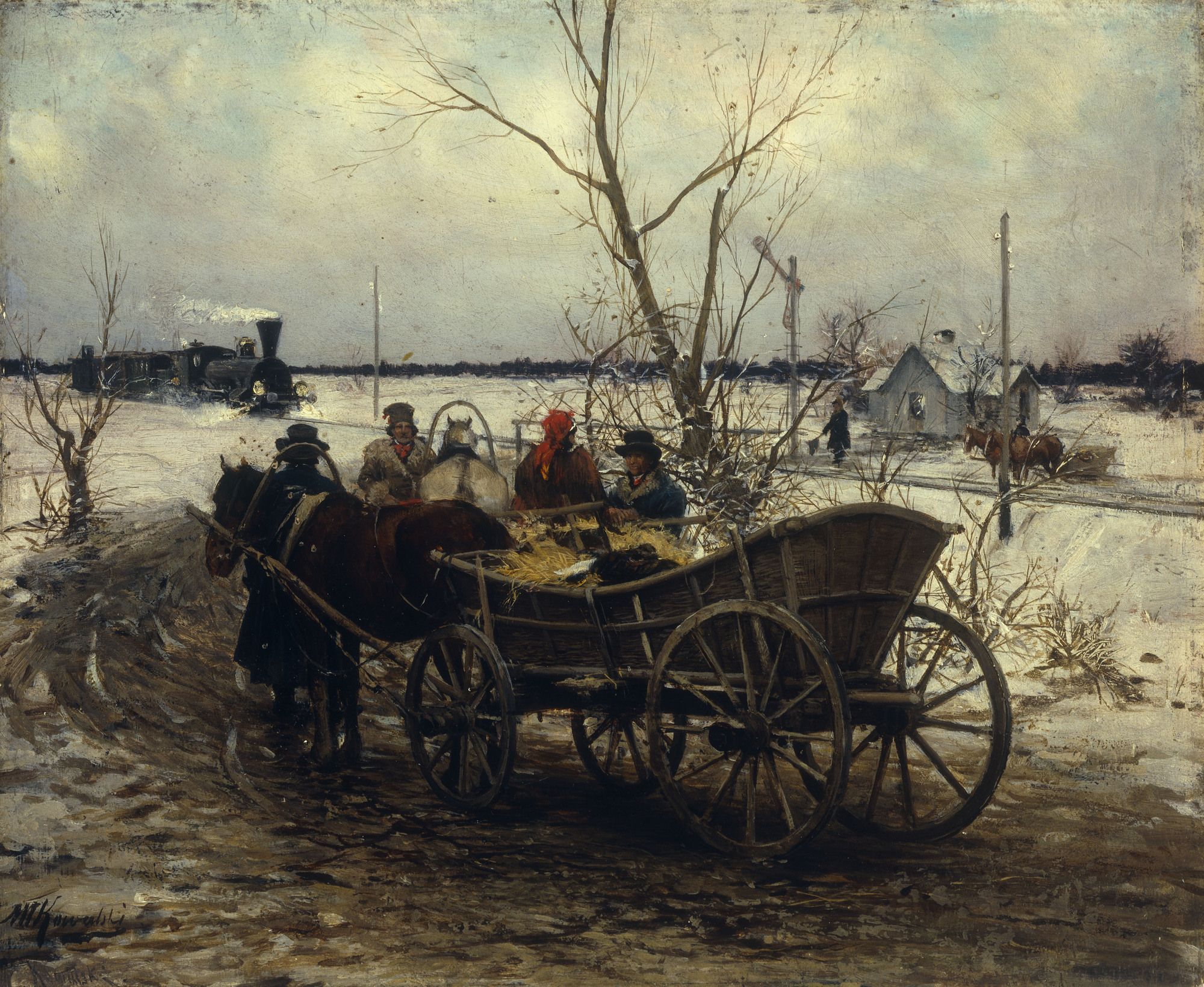
Kresowa kałamaszka (mal. A. Wierusz-Kowalski)

Kałamaszka (białor. каламажка) – niewielki pojazd konny, czterokołowy wąski, otwarty wózek o prostej skrzyniowej konstrukcji. 
A. Brückner i Z. Gloger wywodzą jego nazwę od rusińskiego zdrobniałego określenia kolimaga oznaczającego w XV wieku duży wóz towarowy z ochronną budą. Kałamaszka (nazywana też taradajką) była mniejszym od bryczki pojazdem najczęściej jednokonnym, pozbawionym resorowania oraz budy chroniącej pasażerów przed deszczem; wewnątrz zazwyczaj wyłożona była łubem (łykiem). Drewniane koła osadzano na początkowo drewnianej osi smarowanej mazią dla zmniejszenia oporów ciernych.
W XVII wieku kałamaszka pojawiła się na Białorusi, a w XVIII upowszechniła się na Ukrainie i Litwie. W XVIII wieku dotarła również do Polski, gdzie stała się pojazdem popularnym wśród ubogiej szlachty. Z użycia wyszła na przełomie XIX/XX wieku.
Pojazd ten często występował w polskiej literaturze XIX-wiecznej, m.in. u Adama Mickiewicza:
...sąsiadów niemało
…Z okolicznych zaścianków, zbrojni i bezbronni,
W kałamaszkach i bryczkach, i piesi, i konni…
(Pan Tadeusz, księga VI – Zaścianek)